# АК-130
АК-130 е съветска двустволна корабна автоматична артилерийска установка с калибър 130 mm.

## История на разработването
Разработката ѝ започва през юни 1976 г. в КБ „Арсенал“. Първоначално се проектира едностволната установка А-217, но по-късно за приоритетна е призната двустволната А-218. Изборът се обяснява с по-голямата скорострелност на втората и симпатията към нея на главкома на ВМФ на СССР адмирал Сергей Горшков. В оръдието за първи път са използвани унитарен артилерийски патрон и автоматично зареждане на боеприпасите.
Производството на първите образци е поверено на завода „Барикади“. Опитната експлоатация на есминеца от пр. 956 продължава в течение на 5 години. Приета е на въоръжение с постановление на СМ на СССР от 1 ноември 1985 г.

## Описание
Двата ствола дават на АУ голяма скорострелност (до 90 изстрела в минута), но това е достигнато с цената на значително увеличение на масата на системата (АУ – 98 t, СУ – 12 t, механизирания погреб – 40 t). Наличието на механизмите за автопрезареждане на боеприпасите позволява без участие на допълнителна работна ръка да се изстреля целият боекомплект до пълно опустошаване на погребите. В СУ има прибори за корекция на прицела по плясъците на падащите снаряди и визьорен пост за стрелба по брегови цели. Също оръдията, благодарение на голямата си скорострелност и наличието на няколко типа специализирани снаряди, може да водят ефективна зенитна стрелба (в боекомплекта влизат снаряди с дистанционен и радиолокационен взривател).

## Насочване
Насочването се осъществява от системата за управление на стрелбата „Лев-218“ (МР-184), създадена в КБ „Аметист“ на базата на СУ „Лев-114“ (МР-114 от комплекса АК-100). Според някои данни на есминците от пр. 956 се използва СУ „Лев-214“ (МР-104). В състава на системата влизат РЛС за съпровождение на целите, тв визьор, лазерен далекомер ДВУ-2 (далекомерно визьорно устройство, разработено от ЦНИИАГ и ПО „ЛОМО“ с използването на система за автономна косвена стабилизация на лазерния лъч през 1977 г.), балистичен изчислител, апаратура за селекция на целите и защита от смущения. СУ за стрелбата обезпечава прием на целеуказания от общокорабните средства за следене, измерване на параметрите на движение на целите, изработка на ъглите за насочване на оръдията, коректировка на стрелбата по попаденията във водата, автоматично следене на снаряда.
- РЛС МР-184 – двудиапазонна РЛС за съпровождане на целите, едновременно съпровожда 2 цели;
- Далечина инструментална – 75 km;
- Далечина на съпровождение на целите – 40 km;
- Маса на системата – 8 t.

## Тактико-технически характеристики
- Калибър, mm: 130
- Дължина на ствола, mm/клб: 9100/70
- Дължина отката – 520 – 624 mm
- Радиус на завъртане по дължината на установката:
7803 mm по ствола
3050 mm по купола
- Ъгъл на ВН, градуса: −12 / +80
- Ъгъл на ХН, град: +200 / −200
- Максимална скорост на насочване, градуса/s:
вертикална: 25
хоризонтална: 25
- Маса, kg: 89 000
- Скорострелност, изстр./мин.: 90 (45 изстрела на ствол)
- Маса на изстрела: под 60 kg
- Начална скорост на снаряда, m/s: 850
- Далечина на стрелбата, m: 23 000
- Боен разчет: 4 души[1]

## Основни ползватели на АК-130
АУ е на въоръжение на корабите във ВМФ на Русия (от проекти 956, 1144, 1164) и др. На есминците от пр. 956 има по две (носова и кърмова) кули А-218: пред надстройката на бака и зад вертолетния хангар. Секторът на стрелбата по хоризонтала е в предели по 100 градуса от борда, боезапасът на всяка кула е по 320 снаряда. Есминците проекти 956 и 956Е, а също и техните варианти са първите кораби от подобен клас, снабдени с тези установки.
На ракетните крайцери от пр. 1164 и 1164А „Москва“ е поставена по една установка А-218 на бака пред фалшборда на носовия срез. Установката осигурява хоризонтален сектор на стрелба от 210 градуса, има боезапас от 340 изстрела. На крайцера „Москва“ е модернизирана с прибора за АСУ на артилерията „Пума“ (аналог на наземния комплекс „Подача“) за централизирано „безприцелно“ насочване по цели близки към крайната граница на поражение.
На тежките атомни крайцери (на най-първия от серията има 2 кули АК-100 на всички последващи 1 кула АК-130) от проекта 1144 „Киров“ (преименуван на „Адмирал Ушаков“) е поставена една кула А-218 на кърмата зад ограждението на кърмовия наблюдателен пост със сектор на стрелбата от 180 градуса. Установката се монтира на всички кораби, освен на самия „Киров“, т.е. на трите последващи. Боезапасът на установката е 440 изстрела, тя има система за управление „Русь-А“ от поста за централизирано насочване на корабната артилерия.
Още един експлоатиращ установката кораб е есминецът от пр. 1155 – 3, преправен от противолодъчния кораб от проекта 1155 „Удалой“ в проекта 956ЕСМ-1 с поставянето на два пакета ПКРК 3М80 и една сдвоена кула А-218 на носа с боезапас от 210 снаряда.

## Боекомплект
Снарядите унифицирани по установките А-217, А-218, А-222 и А-192М
- Ф-44 – фугасен снаряд, маса на снаряда 33,4 kg, маса на ВВ– 3,56 kg, взривател 4МРМ;
- ЗС-44 – зенитен снаряд, маса на снаряда 33,4 kg, маса на ВВ – 3,56 kg, взривател ДВМ-60М1;
- ЗС-44Р – зенитен снаряд, маса на снаряда 33,4 kg, маса на ВВ – 3,56 kg, взривател АР-32.

Радиус на поразяване на цели със зенитните снаряди:
- 8 m (с радиовзривател, ПКР),
- 15 m (с радиовзривател, летателни апарати).

Маса на патрона – 52,8 kg. Дължина на патрона – 1364 – 1369 mm. Зареждането е унитарно.

## Кораби, носещи АК-130
- Ракетни крайцери проект 1164 „Атлант“
- Големи противолодъчни кораби проект 1155.1
- Крайцери проект 1144 „Орлан“
- Ескадрени миноносци проект 956 „Сарич“